# 宋村永兴寺
宋村永兴寺，位于山西省运城市垣曲县华峰乡宋村村东南。
2013年3月5日，宋村永兴寺公布为全国重点文物保护单位，编号7-0798。